# Aidola erota
Aidola erota är en insektsart som först beskrevs av William Lucas Distant 1908.  Aidola erota ingår i släktet Aidola och familjen dvärgstritar. Inga underarter finns listade i Catalogue of Life.